# .in
Pour les articles homonymes, voir IN.
.in est le domaine de premier niveau national (country code top level domain : ccTLD) réservé à l'Inde.